# Katharina af Braunschweig-Wolfenbüttel (1488-1563)
Katarina af Braunschweig-Wolfenbüttel (født 1488, død i Amt Neuhaus 29 juni 1563) var hertuginde af Sachsen-Lauenburg, datter af hertug Henrik I af Braunschweig-Wolfenbüttel (1463–1514) og Katharina af Pommern (død 1526).
Katarina giftede sig i Wolfenbüttel i november 1509 med hertug Magnus 1. af Sachsen-Lauenburg (død 1543). Parret fik følgende børn:
1. Frans (ca 1510–1581), hertug af Sachsen-Lauenburg
2. Dorothea (1511–1571), gift med Christian 3. af Danmark og Norge
3. Katarina (1513–1535), gift med Gustav Vasa af Sverige
4. Clara (1518–1576), gift med Frans af Braunschweig-Gifhorn
5. Sophie (1521–1571), gift med Anton 1. af Oldenburg-Delmenhorst
6. Ursula (ca. 1523–1577), gift med Henrik af Mecklenburg-Schwerin